# Јакша Влаховић
Јакша Влаховић (Београд, 17. јул 1977) српски је ликовни уметник — илустратор, карикатуриста, стрипар и графички дизајнер и рок гитариста.
Дипломирао је 2001. године на графичком одсеку на Факултету примењених уметности у Београду. Бави се илустрацијом, карикатуром и графичким дизајном. Излагао је више пута самостално и на колективним изложбама у земљи и иностранству. Добитник је неколико награда на конкурсима карикатуре.
Од 2003. је члан Удружења примењених уметника Србије (УЛУПУДС). Члан је удружења карикатуриста FECO Србија и Удружења стрипских уметника Србије. Од 2005. ради као дизајнер поштанских марака Србије. Објављује карикатуре и илустрације у магазинима НИН и Илустрована политика.
Компонује, пише и свира гитару у рок групи „Абонос“ са којом има објављен албум.